# Mau Árabe
O Mau Árabe é uma raça formal de gato doméstico, originária do gato do deserto, uma raça de pêlo curto nativa do deserto da Península Arábica. Vive nas ruas e desertos da Península Arábica e se adaptou muito bem ao seu clima extremo. O Mau Arábico é reconhecido como uma raça formal por poucas organizações mais sofisticadas e de criadores e registro de gatos, World Cat Federation (WCF) e Emirates Feline Federation (EFF). Baseado em uma raça, o Mau Árabe é uma raça natural.
É de tamanho médio, com uma estrutura corporal bastante grande e firme, não particularmente esbelta e com musculatura bem desenvolvida. As pernas são comparativamente longas, com patas ovais.
A cabeça parece redonda, mas é um pouco mais longa que larga. O nariz é ligeiramente côncavo e curvado quando visto de perfil. As almofadas dos bigodes são claramente pronunciadas, com uma ligeira pitada. O queixo é muito firme. Os olhos são levemente ovais, grandes e levemente inclinados. O gato pode ter qualquer cor de olho de gato normal. Não há relação entre as cores dos olhos e da pelagem. Geralmente, os Maus árabes têm olhos verdes brilhantes. As orelhas são grandes, ligeiramente para a frente e posicionadas lateralmente, um pouco longas e altas no crânio.
A cauda é geralmente de comprimento médio e afunila ligeiramente em direção à ponta.

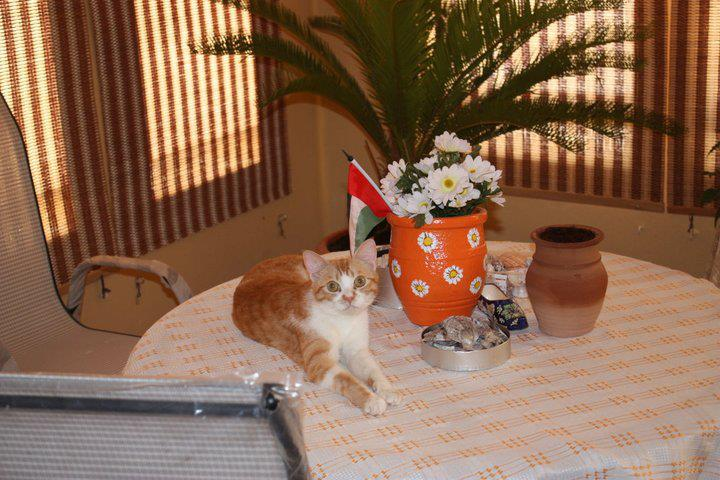
Gato Mau árabe bicolor

A pelagem é curta e fica perto do corpo. Não tem subpêlo e é firme ao toque. Pode não ser sedoso, mas é visivelmente muito brilhante.

## História

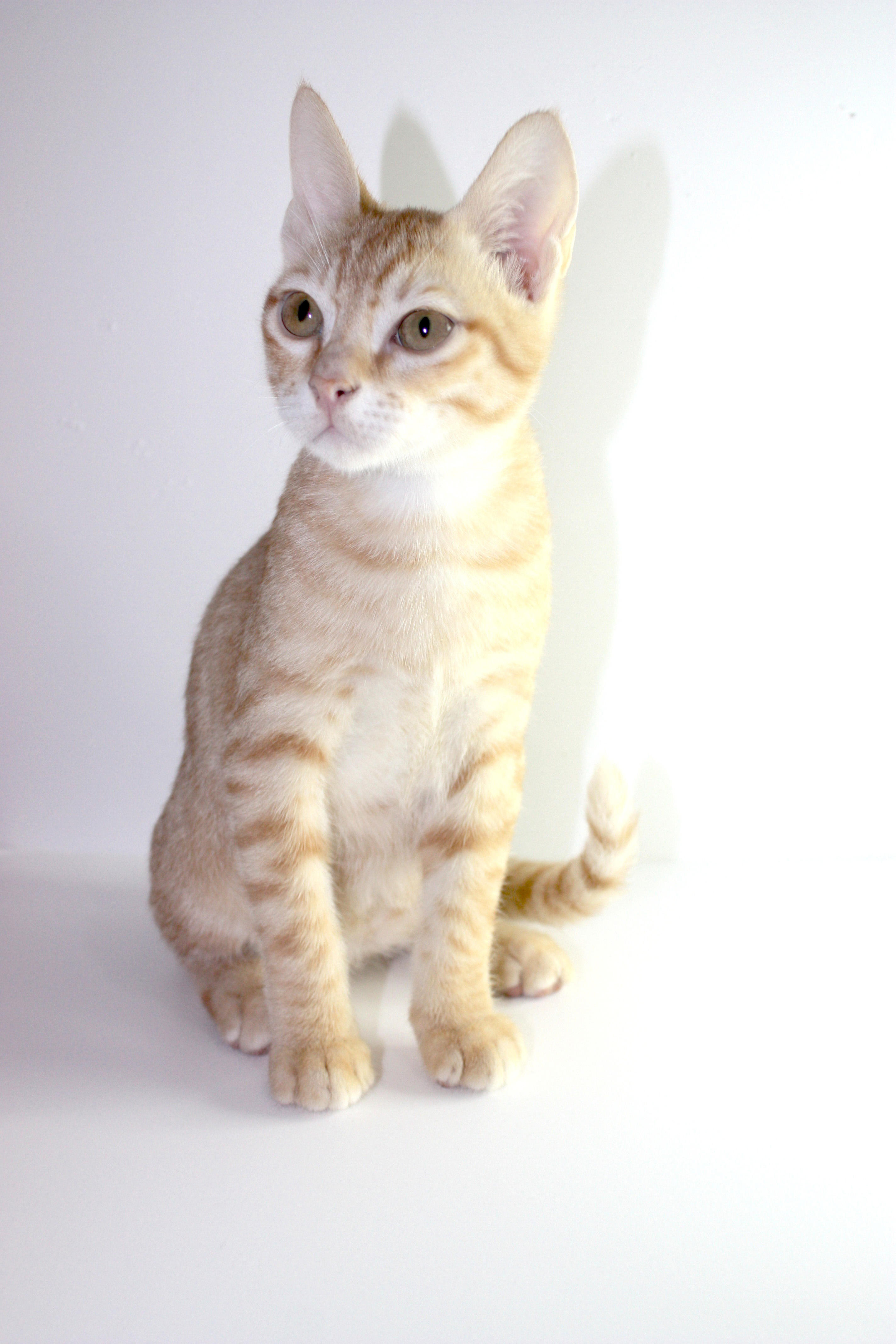
Gatinho árabe Mau com três meses de idade.

O gato do deserto é nativo da península arábica em países como Arábia Saudita, Kuwait, Catar, Omã e Emirados Árabes Unidos há mais de 1.000 anos. Gatos do deserto estão bem adaptados ao ambiente quente do Oriente Médio.

## Temperamento
Geralmente, os gatos Mau árabes têm temperamentos muito amorosos. A principal característica desta raça de gato é a sua devoção, amor e carinho pelo dono. Este gato sempre será um companheiro confiável para um indivíduo que o ama e cuida dele. O Mau Árabe se dá muito bem com crianças e outros animais. Estes gatos são limpos e cuidam muito bem de si mesmos. Maus árabes são gatos muito vocais que gostam de conversar com seus companheiros humanos. Eles têm um miado muito agudo que às vezes pode parecer exigente.
Os gatos Mau árabes foram adaptados a um estilo de vida no deserto e tiveram que caçar por comida; possivelmente por isso, eles não são exigentes quanto à comida e parecem gostar de comer. Eles gostam de brincar, tornando esta raça muito ativa e curiosa. Eles são bons caçadores, rápidos e ágeis. Gatos que têm permissão para ir ao ar livre facilmente pegam presas e os trazem de volta para casa. Estes gatos saltam facilmente e saltam alto. Gatos ao ar livre gostam de passear por seu território e sua casa; Os Mau árabes são uma raça muito territorial. Os machos sempre protegem seu território de outros gatos machos.

## Saúde

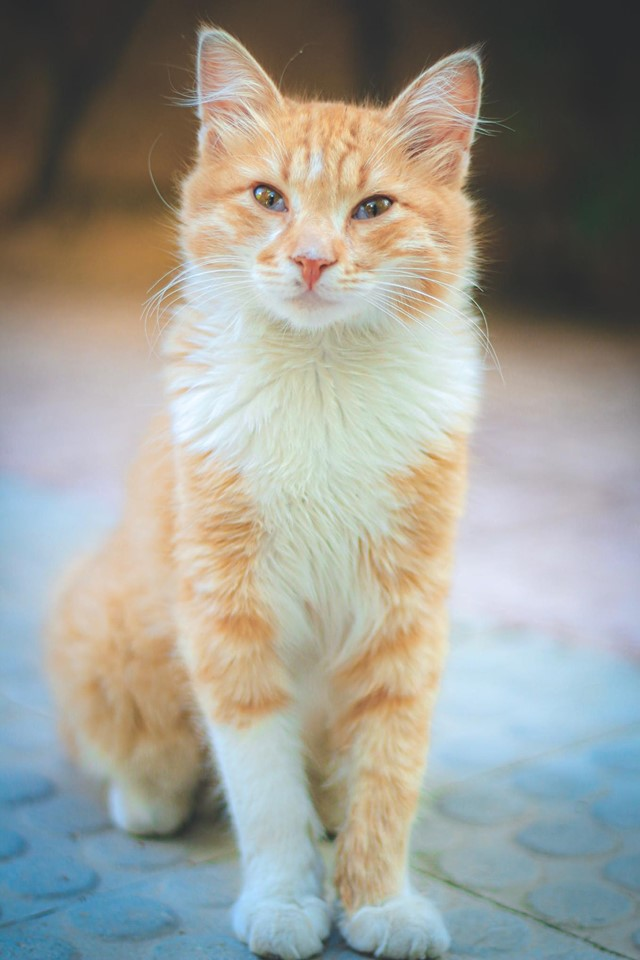
Mau árabe na Palestina

A raça Mau Árabe tem boa saúde em geral, pois é uma raça natural. Gatinhos nascem fortes e saudáveis, pois os gatos têm um bom sistema imunológico. Tanto os gatos de linhagem como os de raça misturada têm diferentes incidências de problemas de saúde que podem ser de natureza genética.

## Higiene
A preparação é muito fácil, pois o gato não tem pêlo comprido. Escovar irá remover pêlos mortos e intensificar o belo brilho do pêlo.

## Mau árabe Padrão
As fêmeas são médias e elegantes; no entanto, os machos podem ser muito maiores e ter corpos musculares. Suas pernas são longas, com patas perfeitamente ovais. A cauda tem comprimento médio com afilamento em direção à ponta. A cabeça parece redonda, mas é um pouco mais longa do que larga, com bigodes bem definidos. As orelhas são grandes e bem inseridas. Seus olhos são ovais e combinam com a cor do pêlo. O pêlo é curto e não tem subpêlo, além de estar próximo ao corpo. A pelagem não deve ser sedosa. As cores podem ser diferentes, mas as mais reconhecidas são tabby vermelho, branco, preto e marrom.
A raça Mau Árabe é uma raça natural, portanto deve refletir a morfologia e as características comportamentais dos gatos que vivem na Península Arábica. O padrão foi elaborado sobre a observação e a descrição das características físicas encontradas nos gatos desta população média da área, originários do Oriente Médio e de seus descendentes. Nenhum modelo prefixado foi seguido.
Os gatos Mau Árabes foram aprovados pelo WCF durante a Assembléia Geral Anual realizada de 2 a 3 de agosto de 2008 na Alemanha. Os gatos Arabian Mau podem participar de shows internacionais desde 1º de janeiro de 2009.